# Окунь, Михаил Осипович
Михаил Осипович Окунь (6 [18] марта 1898, Мариуполь, Екатеринославская губерния — 1959, Ленинград) — советский футболист, тренер и спортивный судья, заслуженный мастер спорта СССР (1947).

## Футбольная биография

### Карьера игрока
В футбол Михаил Окунь начал играть в команде седьмой гимназии Санкт-Петербурга. С 1915 года выступал за местную команду «Меркур».
В 1924—1927 годах — в «Спартаке», представлявшим центральный район Ленинграда. В составе этой команды становился чемпионом Петрограда в 1923 году. В 1921—1925 годах входил в состав сборной Ленинграда, был участником международных матчей с рабочими командами Норвегии, Финляндии и Швеции.
В 1928—1930 годах играл в команде ЛОСПС (Ленинградский областной совет профессиональных союзов).

### Тренерская карьера
В 1935 году Михаил Окунь тренировал сборную команду города Горький, но уже в июле возвратился в Ленинград, где с августа 1935 по июль 1938 года был старшим тренером команды «Красная Заря» («Электрик»). В декабре 1938 года Михаилу Окуню присвоена первая тренерская категория.
В 1939 году возглавлял «Спартак» (Ленинград), а в 1940—1941 годах был старшим тренером ленинградских динамовцев.
В мае — июне 1941 в трёх матчах тренировал «Зенит».
После окончания войны, снова тренировал «Динамо» (Ленинград), с которым трижды — в 1940, 1945, 1946 годах, занимал 5 место в чемпионатах СССР.
26 апреля 1947 года Михаилу Окуню было присвоено почётное звание «Заслуженного мастера спорта СССР» (знак № 340).
В 1949 году Окунь получает назначение на должность старшего тренера киевского «Динамо». Но чемпионат команда провела не очень удачно, заняв итоговое 7 место, и по окончании первенства Михаил Осипович возвратился в Ленинград. Энциклопедический справочник «Российский футбол за 100 лет» так характеризует тренера Михаила Окуня:
Отличался высокой общей и спортивной культурой, начитанностью,остроумием и находчивостью. Вспыльчивый, но отходчивый, в тренерской профессии основным считал доверие к игрокам и развитие у них творческого отношения к игре

### Карьера футбольного арбитра
Михаил Окунь был одним из первых советских футбольных арбитров. Проводить матчи начал с 1918 года, судил игры чемпионатов СССР, РСФСР и других соревнований. Был на руководящих постах Петроградской городской коллегии судей, а с 1925 года — член российской республиканской коллегии судей. С 1928 года — среди руководителей Всесоюзной судейской коллегии. С 14 марта 1935 года — судья всесоюзной категории. Кроме футбольных матчей, судил также игры команд по хоккею с мячом.

## Радиокомментатор
Был одним из первых в СССР радиокомментаторов. В 1929—1932 годах вёл на радио производственную гимнастику. В 1931—1948 годах проводил репортажи с футбольных поединков и матчей по хоккею с мячом.
Во время Великой Отечественной войны был майором Советской армии, получив назначение на должность командира батальона выздоравливающих военнослужащих в 2011-м эвакуационном госпитале. В мае-июне 1942 года был отозван из госпиталя для комментирования футбольных матчей в блокадном Ленинграде.

## Общественная и преподавательская деятельность
Наряду с тренерской и судейской работой, Окунь также занимался общественной деятельностью по организации и пропаганде спорта. В 1925—1928 годах был членом секции спортивных игр при Ленинградском губкоме физкультуры. В 1929—1934 годах — председатель футбольной секции Ленинградского областного совета физической культуры (ЛОСФК).
В 1922—1934 годах преподавал в Ленинградском Государственном педагогическом институте имени Герцена.
Награжден медалями «За оборону Ленинграда», «За победу над Германией в Великой Отечественной войне 1941—1945 гг.».

## Смерть
Скончался в 1959 году в Ленинграде.

## Достижения
- Чемпион Петрограда: (1923)